# Candace Parker
Candace Nicole Parker Williams (ur. 19 kwietnia 1986 w Saint Louis) – amerykańska koszykarka, reprezentantka kraju, grająca na pozycji silnej skrzydłowej, obecnie zawodniczka Las Vegas Aces. 
W 2008 zaczęła karierę zawodową w WNBA, w drużynie Los Angeles Sparks. Dwukrotna mistrzyni olimpijska 2008 oraz 2012. Od 2009 występuje również w rosyjskiej Superlidze, w drużynie UMMC Jekaterynburg. Z drużyną z Jekaterynburga w 2011 zdobyła mistrzostwo, a w 2012 puchar Rosji.
W 2008 została wybrana MVP WNBA, a w 2011 trafiła do WNBA All-Star.
28 stycznia 2021 zawarła umowę z Chicago Sky. 1 lutego 2023 została zawodniczką Las Vegas Aces. 

## Życie prywatne
Jest młodszą siostrą Anthony'ego Parkera. 11 listopada 2008 wyszła za Sheldana Williamsa. 13 maja 2009 urodziła córkę Lailaa Nicole.

## Osiągnięcia
Stan na 6 czerwca 2023, na podstawie, o ile nie zaznaczono inaczej.

### NCAA
- Mistrzyni NCAA (2007, 2008)
- Uczestniczka rozgrywek Elite Eight turnieju NCAA (2006, 2007, 2008)
- Mistrzyni:
  - turnieju konferencji Southeastern (SEC – 2006, 2008)
  - sezonu regularnego konferencji SEC (2007)
- Zawodniczka Roku:
  - NCAA:
    - według:
      - United States Basketball Writers Association (USBWA – 2007, 2008)
      - ESPN.com (2008)
      - Sports Illustrated (2008)
      - Associated Press (2007, 2008)

    - im.:
      - Woodena (2007, 2008)[6]
      - Naismitha (2008)[7]

    - Wade Trophy (2007)
    - Honda Sports Award (2007, 2008)
    - Honda-Broderick Cup (2008)

  - konferencji SEC (2007)
- Most Outstanding Player (MOP=MVP) turnieju:
  - NCAA (2007, 2008)
  - regionalnego w:
    - Dayton (2007)
    - Oklahoma City (2008)
- MVP turnieju SEC (2006, 2008)
- Academic All-America of the Year (2008)
- Najlepsza pierwszoroczna zawodniczka sezonu (2006)
- Najlepsza atletka:
  - konferencji SEC (2008)
  - akademicka – Best ESPY (2008)
- Zaliczona do:
  - I składu:
    - All-American (2006, 2007, 2008)
    - SEC (2006, 2007, 2008)
    - turnieju:
      - regionalnego w Cleveland (2006)
      - turnieju SEC (2008)

    - zawodniczek pierwszorocznych (2006)

  - II składu All-American (2006 przez Associated Press)

### WNBA
- Mistrzyni WNBA (2016, 2021)
- Finalistka pucharu WNBA Commissioner's Cup (2022)[8]
- MVP:
  - sezonu WNBA (2008, 2013)
  - meczu gwiazd WNBA (2013)[9]
  - finałów WNBA (2016)[10]
- Defensywna zawodniczka roku WNBA (2020)[11]
- Debiutantka roku WNBA (2008)[12]
- Laureatka WNBA Peak Performers Award (2008, 2009 w kategorii zbiórek)
- Zaliczona do:
  - I składu:
    - WNBA (2008, 2012, 2013, 2014, 2017, 2020[13], 2022)
    - debiutantek WNBA (2008)

  - II składu:
    - WNBA (2009, 2015, 2018)
    - defensywnego WNBA (2009, 2012)

  - składu:
    - WNBA Top 20@20 (2016 – 20. najlepszych zawodniczek w historii WNBA)
    - WNBA 25th Anniversary Team (2021)[14]
- Uczestniczka meczu gwiazd:
  - WNBA (2011 – nie wystąpiła, 2013, 2014, 2017, 2018, 2021, 2022)
  - kadra USA vs gwiazdy WNBA (2021)[15]
- Liderka WNBA w:
  - zbiórkach (2008, 2009, 2020)[16]
  - asystach (2015)
  - blokach (2009, 2012)

### Inne drużynowe
- Mistrzyni:
  - Euroligi (2013)
  - Rosji (2010-2015)
- Wicemistrzyni Euroligi (2015)
- Brąz Euroligi (2010-2012, 2014)
- Zdobywczyni Pucharu Rosji (2010-2014)

### Inne indywidualne
- MVP:
  - Final Four Euroligi (2013)
  - ligi rosyjskiej (2010–2015 według eurobasket.com)[17][18][19][20][21][22]
  - finałów ligi rosyjskiej (2012, 2015)[22]
- Atletka roku:
  - 2008 według AP, BET, ESPY
  - Teen Choice Award Favorite Female Athlete (2009)
- Najlepsza:
  - zawodniczka:
    - zagraniczna ligi rosyjskiej (2010–2015 według eurobasket.com)[17][18][19][20][21][22]
    - defensywna ligi rosyjskiej (2013  według eurobasket.com)[20]
    - WNBA według ESPY (2009, 2013)

  - skrzydłowa ligi rosyjskiej (2010–2012 według eurobasket.com)[17][18][19]
  - środkowa ligi rosyjskiej (2013–2015 według eurobasket.com)[20][21]
- Women's Sports Foundation Sportswoman of the Year Team Sports (2013)
- Zaliczona do (przez eurobasket.com)[17][18][19][20][21][22]:
  - I składu:
    - ligi rosyjskiej (2010–2015)
    - zagranicznych zawodniczek ligi rosyjskiej (2010–2015)
- Liderka:
  - strzelczyń ligi rosyjskiej (2014)
  - Euroligi w zbiórkach (2015)
  - ligi rosyjskiej w przechwytach (2013)

### Reprezentacja
Drużynowe
- Mistrzyni:
  - olimpijska (2008, 2012)[23][24]
  - Ameryki (2007)[25]
  - turnieju:
    - FIBA Diamond Ball (2008)
    - UMMC Jekaterinburg International Invitational (2009)
    - Opals World Challenge (2006)

  - Ameryki U–18 (2004)[26]
- Brązowa medalistka mistrzostw świata (2006)[27]

Indywidualne
- Zaliczona do I składu najlepszych zawodniczek turnieju:
  - FIBA Diamond Ball (2008)
  - Opals World Challenge (2006)